# Ercole Teodoro Trivulzio

Wappen der Trivulzio

Ercole Teodoro Trivulzio (* 1620 in Mailand; † 1664 in Lodi) war ein italienischer Adliger und Militär sowie Fürst des Heiligen Römischen Reiches.

## Leben
Ercole Teodoro Trivulzio war der Sohn von Giangiacomo Teodoro Trivulzio († 1656), Patrizier in Mailand, Reichsfürst, Fürst von Musocco und Valle Misolcina, und Giovanna Maria Grimaldi, Tochter von Hercule von Monaco. Nach dem Tod seiner Mutter im Dezember 1620 begann sein Vater eine kirchliche Karriere und wurde 1629 zum Kardinal ernannt.
Seine militärische Laufbahn begann Ercole Teodoro Trivulzio im Dienst der Spanier zur Zeit der Kriege in der Lombardei. Er erhielt den Rang eines Kapitäns, wurde 1646 Generale delle milizie forensi, 1649 Botschafter in Rom, 1650 Gouverneur der Miliz des Herzogtums Mailand und 1656 Gouverneur von Lodi.
Ercole Teodoro Trivulzio war Reichsfürst, Principe di Musocco e Valle Misolcina, Conte di Musocco, Conte di Melzo, Barone di Retegno, Signore di Castelzevio e Codogno, Signore di Basiasco, Vulzio, Cà de Bolli, Caleppio, Caviaga, Fracchia, Francina, Vigadore e Maleo. 1634 wurde er in den Orden vom Goldenen Vlies aufgenommen. 1656 wurde er Grande von Spanien 1. Klasse.
Aufgrund von Streitigkeiten mit Vercellino Visconti wurde er von ihm in der Burg von Lodi eingesperrt, wo er 1664 starb.

## Ehe und Familie
Ercole Teodoro Trivulzio heiratete Donna Orsina Sforza, Tochter von Giampaolo II. Sforza, 5. Marchese di Caravaggio, und Donna Maria Aldobrandini dei Principi di Sarsina. Ihre Kinder waren:
- Antonio Teodoro († 1678), Reichsfürst, Principe di Musocco, 1664 Ritter im Orden vom Goldenen Vlies; ⚭ 1668 Dona Maria Josefa Teresa Vélez de Guevara, Tochter von Íñigo Vélez de Guevara, Conde de Oñate, Grande von Spanien, und Dona Catalina Vélez de Guevara
- Anna Maria († 6. März 1730); ⚭ 1670 Don Giuseppe Serra, 1. Duca di Cassano
- Caterina (* 1657; † 17./18. Dezember 1724), ⚭ 1670 Don Giuseppe d’Ayerbe d’Aragona, 2. Principe di Cassano
- Giovanna und Dejanira, Nonnen